# S/2006 S 3
S/2006 S 3 è un satellite naturale di Saturno. In attesa della promulgazione di un nome definitivo da parte dell'Unione Astronomica Internazionale l'oggetto è tuttora noto mediante la sua designazione provvisoria. La sua scoperta è stata annunciata da Scott Sheppard, David Jewitt, Jan Kleyna, Brian Marsden il 26 giugno 2006 dalle osservazioni effettuate tra il gennaio e aprile 2006. Questo satellite ha un diametro di circa 6 km e orbita attorno a Saturno in moto retrogrado ad una distanza media di 21 076 300 km in 1142,366 giorni.